# Neofusicoccum luteum
Neofusicoccum luteum är en svampart som först beskrevs av Pennycook & Samuels, och fick sitt nu gällande namn av Crous, Slippers & A.J.L. Phillips 2006. Neofusicoccum luteum ingår i släktet Neofusicoccum och familjen Botryosphaeriaceae.   Inga underarter finns listade i Catalogue of Life.